# USS Constellation (CV-64)
USS Constellation (CV-64) byla letadlová loď Námořnictva Spojených států, která působila ve službě v letech 1961–2003. Jedná se o druhou jednotku třídy Kitty Hawk. Stala se třetí lodí amerického námořnictva, která nesla jméno Constellation.
Postavena a zařazena byla jako útočná letadlová loď s označením CVA-64, v roce 1975 byla překlasifikována na víceúčelovou letadlovou loď CV-64.

## Historie
Stavba letadlové lodě Constellation byla zahájena 14. září 1957. Pokřtěna a spuštěna na vodu pak byla 8. října 1960. Loď pokřtila Mary Herter, manželka ministra zahraničních věcí Christiana Hertera. Do služby byla uvedena 27. října 1961.
Oficiálně byla vyřazena 6. srpna 2003 po 41 letech ve službě. Dne 2. prosince 2003 byla vyškrtnuta z rejstříku námořních plavidel a zůstala odstavena. K jejímu odprodání do šrotu došlo 13. června 2014.